# 小行星2823
小行星2823（2823 van der Laan）是一颗围绕太阳公转的小行星。1960年9月24日，C. J. 万·豪敦、I. 万·豪敦-格勒内费尔德、T. 赫雷爾斯在帕洛马山发现了此天体。
該小行星以荷蘭天體物理學家哈利·范德蘭（Harry van der Laan）命名。
这颗小行星的绝对星等为127.77934等。